# R. Brandon Johnson
R. Brandon Johnson (ur. 14 stycznia 1968 w Bloomington) – amerykański aktor i gospodarz telewizyjny. Ukończył studia na Uniwersytecie Wisconsin w Eau Claire. Johnson jest również utalentowanym perkusistą. Jest on jednym z członków założycieli alternatywnego zespołu rockowego Rocket III, a także członkiem zespołów: The Progress, Pelt oraz Yellow no.5 i Duncan Bleak Ensemble.

## Filmografia
- Taniec rządzi - jako Gary Wilde (2010–2013)
- Malevolence - jako Julian (2005)
- Rick
- Słynna Bettie Page
- American Idol
- Hannah Montana jako Brian Winters
- Tylko jedno życie (2003–2004)